# Havana, Illinois
Havana är administrativ huvudort i Mason County i Illinois. Vid 2010 års folkräkning hade Havana 3 301 invånare.